# Trn (Bitola)
Trn (makedonska: Трн) är en ort i Nordmakedonien. Den ligger i kommunen Bitola, i den södra delen av landet, 100 kilometer söder om huvudstaden Skopje. Trn ligger 578 meter över havet och antalet invånare är 223.